# Distrikt La Unión (Piura)
Der Distrikt La Unión liegt in der Provinz Piura der Region Piura in Nordwest-Peru. Der Distrikt hat eine Fläche von 241 km². Beim Zensus 2017 lebten 41.826 Einwohner im Distrikt. Im Jahr 1993 betrug die Einwohnerzahl 27.935, im Jahr 2007 36.000. Verwaltungssitz ist die 17 m hoch gelegene Kleinstadt La Unión mit 19.169 Einwohnern (Stand 2017).

## Geographische Lage
Der Distrikt La Unión liegt im Westen der Provinz Piura. Er hat eine Längsausdehnung in NW-SO-Richtung von etwa 40 km sowie eine maximale Breite von 11,5 km. Der Distrikt liegt 25 km südwestlich der Regionshauptstadt Piura. Er liegt westlich vom Flusslauf des Río Piura und erstreckt sich über die aride Landschaft der Küstenwüste von Nordwest-Peru. Im Osten des Distrikts wird bewässerte Landwirtschaft betrieben. Dort befindet sich auch die Stadt La Unión.
Der Distrikt La Unión grenzt im Nordwesten an die Provinz Sullana, im Norden an den Distrikt La Arena, im Osten an den Distrikt El Tallán, im Süden an die Provinz Sechura sowie im Westen an die Provinz Paita.